# 福田隆浩
福田 隆浩（ふくだ たかひろ、1963年 - ）は、日本の児童文学作家。佐賀県唐津市生まれ。長崎県在住。著書に「赤毛の女医アン」シリーズ、『夏の記者』『ひみつ』などがある。

## 略歴
兵庫教育大学大学院学校教育研究科障害児教育専攻修了。対馬の訪問教育、附属養護学校勤務等を経て、現在は特別支援学校教諭。
2003年、『この素晴らしき世界に生まれて』で第2回日本児童文学者協会長編児童文学新人賞を受賞し、作家デビュー。2007年、『熱風』で第48回講談社児童文学新人賞佳作入選。
2012年、『ひみつ』が第50回野間児童文芸賞最終候補作となる。2014年、同作が全国学校図書館協議会から青少年読書感想文全国コンクールの小学校高学年部門課題図書に選定される。
2016年、『幽霊魚』が全国学校図書館協議会から青少年読書感想画中央コンクール指定図書に選定。
2018年、『香菜とななつの秘密』が厚生労働省から社会保障審議会推薦児童福祉文化財に選定。
2022年、『たぶんみんなは知らないこと』で第60回野間児童文芸賞受賞。

## 受賞歴
- 2003年 - 第02回日本児童文学者協会長編児童文学新人賞
- 2007年 - 第48回講談社児童文学新人賞佳作
- 2022年 - 第60回野間児童文芸賞

## 作品
- 『この素晴らしき世界に生まれて』（2004年1月、小峰書店）ISBN 978-4338174183
- 『熱風』（2008年2月 講談社）ISBN 978-4062145039
- 『赤毛の女医 アン』（2008年11月 講談社）ISBN 978-4062694049
- 『アン先生、急患です！』（2009年5月 講談社）ISBN 978-4062694179
- 『天才女医、アンが行く』（2009年12月 講談社）ISBN 978-4062694254
- 『夏の記者』（2010年10月 講談社）ISBN 978-4062165648
- 『ひみつ』（2011年11月 講談社）ISBN 978-4062173315
- 『公平、いっぱつ逆転！』（2012年2月 偕成社）ISBN 978-4036101702
- 『グッバイ マイ フレンド』（2012年6月 講談社）ISBN 978-4062177368
- 『わたしがボディガード！？　事件ファイル 幽霊はミントの香り』（2013年1月 講談社）ISBN 978-4062853309
- 『わたしがボディガード！？　事件ファイル ピエロは赤い髪がお好き』（2013年2月 講談社）ISBN 978-4062853347
- 『わたしがボディガード！？　事件ファイル 蜃気楼があざわらう』（2013年4月 講談社）ISBN 978-4062853453
- 『ふたり』（2013年9月 講談社）ISBN 978-4062185295
- 『ブルーとオレンジ』（2014年7月 講談社）ISBN 978-4062832304
- 『幽霊魚』（2015年8月 講談社）ISBN 978-4062832342
- 『香菜とななつの秘密』（2017年4月 講談社）ISBN 978-4062204736
- 『おなべの妖精一家1 ワロンの料理をめしあがれ!』（2018年7月 講談社）ISBN 978-4065117194
- 『おなべの妖精一家2 ワロンカフェ、本日開店です! 』（2018年9月 講談社）ISBN 978-4065127940
- 『手紙 ふたりの奇跡』講談社, 2019.6
- 『テニスキャンプをわすれない! スポーツのおはなしテニス』 (シリーズスポーツのおはなし) pon-marsh 絵. 講談社, 2020.1